# Мицич, Любомир
Любомир Мицич (серб. Љубомир Мицић; 15 ноября 1895 или 16 ноября 1885, Загреб, Транслейтания — 14 июня 1971, Панчево, САК Воеводина) — сербский поэт, писатель, критик, редактор и актёр. Он был основателем авангардного движения Зенитизма и его журнала Зенит. Он и его брат, Бранко Ве Полянский стали выдающимися художниками-авангардистами.

## Биография
Он изучал философию в Загребском университете.
Он основал журнал Зенит, создал галерею Зенит и публиковал собственные работы и работы других авторов под маркой Зенит. «Зенит» был активен с февраля 1921 года по апрель 1924 года в Загребе, а затем в Белграде с 1924 года до конца 1926 года, выпустив в общей сложности 43 издания. Первым художником, сотрудничавшим с Мицичем и внесшим вклад в ориентацию «Зенита» на экспрессионизм, был Вилко Гечан. Зенитизм Мицича поддерживало небольшое количество молодых югославских художников, а именно Михайло Петров, Васа Поморишац, Йован Биелич, Петар Добрович и Иван Радович.
Мицич занимался коллекционированием и экспонированием авангардного искусства в редакциях журнала «Зенит» в Загребе и Белграде, а в 1924 году организовал международные выставки нового искусства под названием «Зенит» в Белграде.
Первоначально Мичич следовал экспрессионистским идеям, которые можно увидеть во вступительном тексте первого «Зенита» и в текстах таких авторов, как Милош Црнянский, Станислав Винавер, Растко Петрович и Душан Матич. Помимо сербских авторов, международные писатели внесли свой вклад на более чем пяти языках, включая эсперанто. Журнал установил связи с футуристами, включая Филиппо Томмазо Маринетти.
Вместе с Иваном Галом и Бошко Токиным он опубликовал «Манифест Зенитизма», в котором они изложили свои идеи и идеологию. Помимо явных противоречий в своих заявлениях, зенитисты поставили человека в центр своего внимания и выступали за антитрадиционализм, антимилитаризм и обращение к новым медиа и формам искусства, таким как радио, кино и джаз.
После закрытия «Зенита» он переехал в Париж, где жил с 1927 по 1936 года.
Вдохновленный русским авангардом, Мицич поддерживал конструктивистский взгляд на творчество, отрицая вдохновение как термин в пользу работы, имея в виду ясную цель. Вскоре после отказа от экспрессионистских идей Мицич сформулировал идею Варварогении, предлагая балканизацию и варваризацию Европы. Его идеи в пользу примитивного и народного искусства появились после Первой мировой войны и общего разочарования в культуре Западной Европы.
Мицич считал Балканы неисследованной территорией, которая могла бы предложить свежесть и честность. Он также был весьма критичен по отношению к общей ценности якобы «великой» хорватской культуры, которую он считал ниже по сравнению с сербской культурой.

## Наследие
Его работа была почти утеряна после Второй мировой войны. После его смерти в его квартире была найдена коллекция произведений искусства и документация его издательской деятельности, что стимулировало новые исследования истории и эстетики Зенитизма. В 1980 году имущество Мичича, включая ряд картин, коллажей, рисунков, книг и журналов, было передано Национальному музею Сербии, где сегодня они являются частью постоянной экспозиции.